# الاتحاد الكويتي لكرة القدم
الاتحاد الكويتي لكرة القدم هو الجهة الراعية لرياضات كرة القدم كرة قدم الصالات وكرة القدم الشاطئية في دولة الكويت. ويعد الاتحاد الكويتي لكرة القدم الهيئة الرياضية التي تمثل الكويت في الاتحادات القارية والعالمية، مثل الاتحاد الدولي لكرة القدم، وهي الهيئة التي تقوم بنتظيم شؤون كرة القدم في الكويت من وضع جدوال المباريات، ووضع القوانين.
فمن ناحية رياضة كرة القدم، يُشرِفْ الاتحاد الكويتي على منتخب الكويت لكرة القدم الأول وباقي منتخبات الكويت الوطنية بمرحلها السنية (تحت 23 سنة، تحت 21 سنة، تحت 20 سنة، تحت 19 سنة، تحت 17 سنة، تحت 16 سنة) و كذلك منتخب الكويت لكرة القدم للسيدات. بينما على صعيد البطولات المحلية التي يرعاها الاتحاد، فهو يُشرِفْ على كل من الدوري الكويتي وكأس الأمير وكأس ولي العهد وكأس السوبر، كأس الاتحاد. ويُشرِفْ كذلك على منتخب الكويت لكرة القدم داخل الصالات ومنتخب الكويت لكرة القدم الشاطئية.
تأسس الاتحاد الكويتي لكرة القدم في عام 1952، وأعيد إشهاره في عام 1957، وأعيد إشهارة من قبل وزارة الشؤون في تاريخ 10 ديسمبر 1979 تحت رقم 59/1979، طبقا لأحكام المرسوم بالقانون رقم 42/1978 بشأن الهيئات الرياضية، وأعيد أشهاره في عام 1997 تحت رقم 187/1997 بتاريخ 6 مايو 1997 طبقا للنظام الأساسي النموذجي الجديد للإتحادات الرياضية الصادر عن هيئة الشباب والرياضة. انضم الاتحاد الكويتي لكرة القدم إلى الاتحاد الدولي لكرة القدم في عام 1962، وانضم إلى الاتحاد الأسيوي لكرة القدم في عام 1964، وانضم إلى الاتحاد العربي لكرة القدم في عام 1976، وإلى اتحاد غرب آسيا لكرة القدم في عام 2010.
و ينظم الأتحاد الكويتي لكرة القدم خمس بطولات في الموسم هي: الدوري الكويتي وكأس الأمير وكأس ولي العهد وكأس السوبر، كأس الاتحاد.

## إيقاف عضوية الاتحاد الكويتي
في 15 أكتوبر عام 2015 ،أعلن الاتحاد الدولي لكرة القدم (فيفا) تعليق عضوية الاتحاد الكويتي لكرة القدم وذلك بسبب تعارض قوانينه المحلية لكرة القدم مع القوانين الدولية، وأعلنت أنه متى ما تم تعديل القوانين سوف يعود الاتحاد إلى عضويته من جديد.
في 6 ديسمبر 2017، أعلن رئيس الاتحاد الدولي لكرة القدم الفيفا جياني إنفانتينو في زيارته لدولة الكويت عن رفع إيقاف عضوية الاتحاد الكويتي لكرة القدم وذلك بعد تغيير القوانين المحلية لكرة القدم لتناسب اللوائح والمواثيق الدولية.

## رؤساء الاتحاد

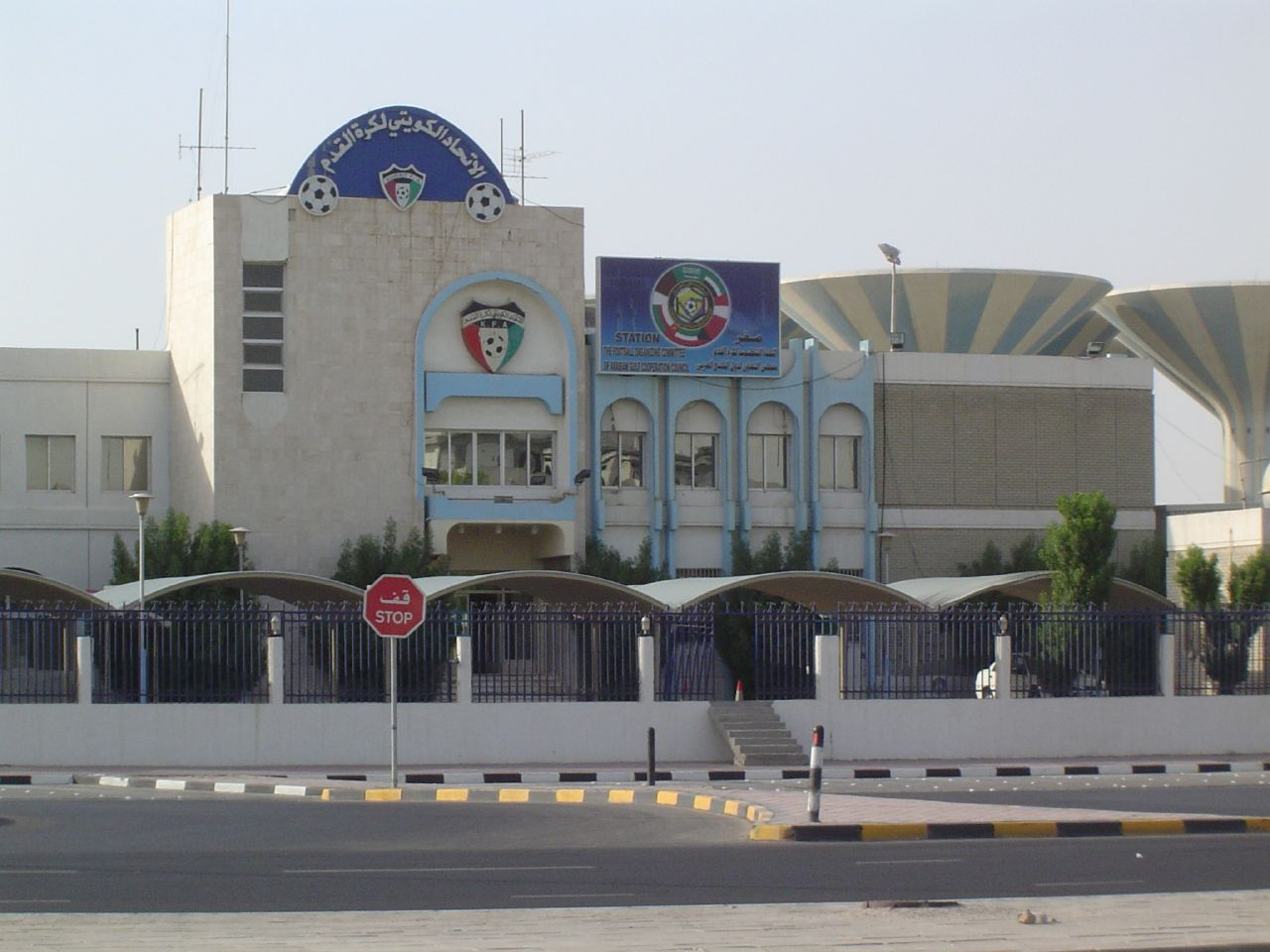
مقر الاتحاد الكويتي لكرة القدم في منطقة العديلية

| - جاسم القطامي (1957 حتى 1961) - عيسى الحمد (1961 حتى 1967) - أحمد السعدون (1967 حتى 1976) - سلمان حمود الصباح (1976 حتى 1978) - فهد الأحمد الجابر الصباح (1978 حتى 1986) - عبد العزيز المخلد (1986 حتى 1987) - فهد الأحمد الجابر الصباح (1987 حتى 1990) - أحمد فهد الأحمد الصباح (1991 حتى 2004) | - أحمد اليوسف الصباح (2004 حتى 2007) - محمد المسعود (2007) - طلال فهد الأحمد الصباح (2010 حتى 2016) - فواز الحساوي (2016 حتى 2017) (لجنة انتقالية مؤقتة) - أحمد اليوسف الصباح (2017 حتى 2022) - عبد الله الشاهين (2022 حتى 2024) - هايف المطيري (16 يوليو 2024 حتى 14 سبتمبر 2024) (بالتكليف) - أحمد اليوسف الصباح (6 نوفمبر 2024 حتى الآن) |

## الإدارة والإشراف
| مجلس إدارة الاتحاد الكويتي بعد التزكية في 6 نوفمبر 2024: - أحمد اليوسف الصباح (رئيس مجلس الإدارة) - أسامة حسين (نائب الرئيس) - مبارك عبد العزيز (نائب للرئيس) - أيمن الحسيني (عضو) - أحمد عجب (عضو) - فهد الهملان (عضو) - حنان الحردان (عضو) - نادي القادسية - نادي العربي - نادي الكويت - نادي كاظمة - نادي السالمية - نادي الجهراء | - نادي اليرموك - نادي الفحيحيل - نادي الساحل - نادي التضامن - نادي الشباب - نادي النصر - نادي خيطان - نادي الصليبخات. | - منتخب الكويت لكرة القدم - تحت 23 سنة - تحت 21 سنة - تحت 20 سنة - تحت 19 سنة - تحت 17 سنة - تحت 16 سنة | - الدوري الكويتي الممتاز - الدوري الكويتي الدرجة الأولى - كأس الأمير - كأس ولي العهد - كأس السوبر - كأس الاتحاد - الدوري الكويتي للشباب - الدوري الكويتي للناشئين - الدوري الكويتي لكرة الصالات |

## روابط خارجية
- الموقع الرسمي  (بالعربية)
- صفحة الاتحاد الكويتي  في موقع الفيفا الرسمي.
- صفحة الاتحاد الكويتي في موقع الاتحاد الآسيوي